# D.J. Wonnum
Dennis O. Wonnum Jr., detto D.J. (31 ottobre 1997), è un giocatore di football americano statunitense che milita nel ruolo di defensive end per i Carolina Panthers della National Football League (NFL).

## Carriera

### Minnesota Vikings
Wonnum al college giocò a football all'Università della Carolina del Sud dal 2016 al 2019. Fu scelto nel corso del quarto giro (117º assoluto) del Draft NFL 2020 dai Minnesota Vikings. Debuttò come professionista nella gara del secondo turno contro gli Indianapolis Colts senza fare registrare alcuna statistica. La sua stagione da rookie si concluse con 22 tackle e 3 sack in 14 presenze.
Nel quarto turno della stagione 2023, Wonnum recuperò un fumble forzato dal compagno Harrison Smith su Bryce Young e ritornò il pallone per 51 yard in touchdown nella vittoria sui Carolina Panthers.

### Carolina Panthers
Il 14 marzo 2024 Wonnum firmó un contratto biennale con i Carolina Panthers.